# Nefelin
Nefelin, eller eleolit, är ett natrium-aluminiumsilikatmineral, som står fältspat nära. Båda är tektosilikater men nefelin innehåller betydligt mindre kisel.
Mineralet är färglöst eller endast svagt färgat (eleolit), samt glas- eller fettglänsande.

## Etymologi
Nefelin hittades på Monte Somma i Italien först 1801 och beskrevs av René Just Haüy. Han gav mineralet namnet nefelin efter det grekiska ordet νεφέλη (Nephele = moln) eftersom det sönderdelas av starka syror och bildar ett kiselsyramoln. (Styckets innehåll hämtat 2018-01-13 från tyska wp Nephelin)

## Förekomst
Nefelin förekommer vanligen endast i bergarter med obetydlig kiselhalt och finns då som fältspatsubstitut. Samma roll spelar mineralet leusit som är kaliumhaltigt.
Det är en huvudsaklig beståndsdel i nefelinsyenit, som förekommer på Grönland, i sydliga Norge och i Sverige, samt nefelinbasalt, fonolit med flera bergarter. Stora rena stycken förekommer främst vid Langesundsfjorden i Norge. Fyndplatser i Sverige är Alnön i Medelpad, Norra Kärr i Småland, Siksjöberg i Dalarna och Almunge i Uppland.

## Användning
Nefelin kan användas i stället för fältspat inom glas- och keramikindustrin. Det förekommer också att mineralet används för tillverkning av aluminiumoxid och soda samt inom cementindustrin.